# گلاسگو (میزوری)
گلاسگو (به انگلیسی: Glasgow) شهری در شهرستان‌های چاریتون و هوارد در ایالت میزوری در ایالات متحده آمریکا است. در سرشماری ۲۰۱۰ ایالات متحده آمریکا، جمعیت این شهر ۱٬۱۰۳ نفر بوده است.

## تأسیس و تاریخچه گلاسگو
شهر گلاسگو در سال ۱۸۳۶ طراحی و قطعه‌بندی شد و بخشی از زمین‌های آن از جیمز اریکسون، خزانه‌دار سابق ایالت میزوری، خریداری شد. این شهر به افتخار جیمز گلاسگو، یکی از بازرگانان محلی، نام‌گذاری شد و دفتر پست آن از سال ۱۸۳۷ به فعالیت پرداخته است.

## نبرد گلاسگو در جنگ داخلی
در ۱۵ اکتبر ۱۸۶۴، نبرد گلاسگو در جریان یورش پرایس به میزوری به وقوع پیوست. اگرچه این نبرد به پیروزی کنفدراسیون و تصرف تجهیزات نظامی ارزشمند انجامید، اما تأثیر بلندمدتی نداشت؛ چراکه تنها یک هفته بعد، نیروهای کنفدراسیون در نبرد وست‌پورت شکست خوردند و این شکست به پایان کمپین پرایس در میزوری منجر شد.

## خشونت‌های خارج از چارچوب قانون
تاریخ گلاسگو حاوی مواردی از خشونت‌های فراتر از قانون است. در ۲۰ ژانویه ۱۸۹۱، مردی آفریقایی‌تبار به نام اولی تراکستون توسط یک گروه سفیدپوست مورد لینچ قرار گرفت. همچنین، در ۳ اوت ۱۸۸۴، یک مرد سیاه‌پوست به نام هریسون میکی به‌دست گروهی از افراد هم‌نژاد خود در این شهر کشته شد.

## اماکن تاریخی ثبت‌شده
گلاسگو دارای چندین مکان تاریخی ثبت‌شده در فهرست ملی اماکن تاریخی ایالات متحده است. از جمله این مکان‌ها می‌توان به کلیسای *Campbell Chapel African Methodist Episcopal*، منطقه تجاری تاریخی گلاسگو، کتابخانه عمومی گلاسگو، و کلیسای پرسبیتری اشاره کرد.

## جغرافیا و جمعیت
گلاسگو در کنار رودخانه میزوری واقع شده و از طریق جاده‌های ۵، ۸۷ و ۲۴۰ میزوری به دیگر مناطق متصل است. بر اساس داده‌های اداره آمار ایالات متحده، مساحت این شهر ۱٫۴۲ مایل مربع (۳٫۶۸ کیلومتر مربع) است که ۱٫۳۰ مایل مربع آن زمین و ۰٫۱۲ مایل مربع آن آب است. طبق سرشماری سال ۲۰۱۰، جمعیت این شهر ۱٬۱۰۳ نفر بود و تراکم جمعیتی آن ۸۴۸٫۵ نفر در هر مایل مربع گزارش شده است.